# هالدين روبرت ماير
هالدين روبرت ماير (بالإنجليزية: Haldane Robert Mayer) هو محامي وقاضي أمريكي، ولد في 21 فبراير 1941 في بوفالو في الولايات المتحدة.

## وصلات خارجية
- هالدين روبرت ماير على موقع إن إن دي بي (الإنجليزية)